# Charles Rittmeyer
Charles Rittmeyer est un théologien protestant libéral et pasteur suisse, né le 4 mai 1918, à Saint-Loup, dans le canton de Vaud, et mort le 11 octobre 2002.

## Biographie
Après des études littéraires, notamment de grec ancien, puis scientifiques, il est diplômé ingénieur-géomètre de l’École polytechnique fédérale de Lausanne en 1939, puis entame des études d’ingénierie rurale. Pendant la Seconde Guerre mondiale, il s'inscrit à la Faculté de Théologie de l'Université de Genève, devient pasteur et, après avoir été refusé à plusieurs reprises à divers postes parce que libéral, il est nommé à Sainte Croix, où son père avait été un médecin très apprécié. 
En décembre 1955 le Conseil synodal de l'Église nationale vaudoise lui reproche le fait qu' « il n'enseigne pas la foi commune » et pour cette seule raison le 5 août 1957 il l'invite à démissionner, il refuse. Il est alors destitué de sa fonction avec l'assentiment du Conseil d'État du canton de Vaud. Le 1er octobre 1957 le Chef du Département des Cultes prononce sa mise à pied provisoire et le 10 octobre 1958 le Conseil d’État vaudois décrète « La cessation de toute activité dans la paroisse et l’exclusion du corps pastoral vaudois ». Il fait alors recours auprès du Tribunal fédéral, la plus haute autorité judiciaire de Suisse. Le 25 février 1959 le Tribunal fédéral se prononce : le Conseil d’État peut retirer la paroisse pour « non convenance », mais pas le titre de pasteur et de membre du corps pastoral. Il est donc maintenu nominalement dans le corps pastoral de l'Église nationale du canton de Vaud, sans pour autant que son poste et son traitement lui soient rendus. Ce jugement fit grand bruit en Suisse romande, puisque tout en le maintenant comme pasteur il lui retirait en même temps sa paroisse, en dépit d'une pétition en sa faveur signée par ses paroissiens, le privant ainsi de tout revenu.
Il quitte alors Sainte-Croix pour s'établir à La Tour-de-Peilz, où il poursuivra ses travaux en dehors de son Église grâce au soutien de nombreux intellectuels romands, ainsi que de centaines de souscripteurs qui mensuellement versent leur contribution, en lieu et place de l'État, pour subvenir à ses besoins matériels ainsi qu'à la diffusion de ses recherches, créant le « Fonds Activités Rittmeyer » (F.A.R.), qui finança et organisa ses conférences publiques des années durant et publia ses écrits, dans lesquels il analyse le discours-enseignement du seul Jésus biblique, laissant de côté les considérations des apôtres et des évangélistes. Il met l'accent sur le salut par la connaissance objective, aux antipodes du salut de Paul et des apôtres, obtenu par la foi en un sang versé pour nos péchés.
Franc-maçon, il a été membre de la loge La Fraternité d'Yverdon, appartenant à la Grande Loge suisse Alpina.

## Publications
- La vocation spirituelle de l’homme, d'après Lecomte de Noüy et l’enseignement de Jésus (1948)
- La pensée évolutionniste de Jésus (1953)
- Exploration de la pensée de Jésus (1958)
- Jésus, cet incompris (1960)
- Points de vue de Jésus et conceptions maçonniques (1961)
- L'amour évangélique (1964)
- Pleine lumière sur l’Évangile de Thomas (2015)